# Кишкино (Устюженский район)
Кишкино — деревня в Устюженском районе Вологодской области.
Входит в состав Мезженского сельского поселения, с точки зрения административно-территориального деления — в Мезженский сельсовет.
Расстояние по автодороге до районного центра Устюжны — 43 км, до центра муниципального образования деревни Долоцкое — 6 км. Ближайшие населённые пункты — Долоцкое, Малое Медведево, Савино.
Население по данным переписи 2002 года — 5 человек.